# Liste des monuments historiques de Saint-Gilles-Waes
Cette page regroupe l'ensemble des monuments classés de la ville belge de Saint-Gilles-Waes.
| Objet                                                   | Statut du classement? | Année de construction/architecte | Section communale | Adresse                | Coordonnées                      | Numéro d'inventaire | Illustration                                  |
| ------------------------------------------------------- | --------------------- | -------------------------------- | ----------------- | ---------------------- | -------------------------------- | ------------------- | --------------------------------------------- |
| (nl) Villa ten Doorn                                    |                       |                                  | Sint-Gillis-Waas  | Doornstraat 2          | 51° 12′ 41″ nord, 4° 08′ 09″ est | 14750               | Téléverser                                    |
| (nl) Open hoeve                                         |                       |                                  | Sint-Gillis-Waas  | Doornstraat 73         | 51° 12′ 32″ nord, 4° 07′ 15″ est | 14753               | Téléverser                                    |
| (nl) Schoolgebouw                                       |                       |                                  | Sint-Gillis-Waas  | Eeckbergstraat 10      | 51° 14′ 13″ nord, 4° 06′ 09″ est | 14754               | (nl) Schoolgebouw                             |
| (nl) Open hoeve                                         |                       |                                  | Sint-Gillis-Waas  | Holdamstraat 14        | 51° 13′ 16″ nord, 4° 05′ 55″ est | 14758               | (nl) Open hoeve                               |
| (nl) Open hoeve                                         |                       |                                  | Sint-Gillis-Waas  | Holstraat 11           | 51° 13′ 19″ nord, 4° 05′ 27″ est | 14759               | (nl) Open hoeve                               |
| (nl) Dubbelhuis                                         |                       |                                  | Sint-Gillis-Waas  | Kasteelstraat 17       | 51° 12′ 55″ nord, 4° 07′ 47″ est | 14761               | Téléverser                                    |
| (nl) Open hoeve                                         |                       |                                  | Sint-Gillis-Waas  | Kemzekestraat 3        | 51° 12′ 53″ nord, 4° 05′ 17″ est | 14764               | (nl) Open hoeve                               |
| (nl) Boerenwoning                                       |                       |                                  | Sint-Gillis-Waas  | Kemzekestraat 1        | 51° 12′ 55″ nord, 4° 05′ 20″ est | 14765               | Téléverser                                    |
| (nl) Burgerhuis                                         |                       |                                  | Sint-Gillis-Waas  | Kerkstraat 15          | 51° 12′ 58″ nord, 4° 07′ 51″ est | 14766               | Téléverser                                    |
| (nl) Dubbelhuis                                         |                       |                                  | Sint-Gillis-Waas  | Kerkstraat 17          | 51° 12′ 59″ nord, 4° 07′ 52″ est | 14767               | Téléverser                                    |
| (nl) Hof Sanders, gemeentehuis                          | Oui                   |                                  | Sint-Gillis-Waas  | Kerkstraat 29          | 51° 13′ 02″ nord, 4° 07′ 46″ est | 14769               | Téléverser                                    |
| (nl) Dubbelhuis 1844                                    |                       |                                  | Sint-Gillis-Waas  | Kerkstraat 43          | 51° 13′ 02″ nord, 4° 07′ 44″ est | 14770               | Téléverser                                    |
| (nl) Dubbelhuis                                         |                       |                                  | Sint-Gillis-Waas  | Kerkstraat 45          | 51° 13′ 02″ nord, 4° 07′ 44″ est | 14771               | Téléverser                                    |
| (nl) Huizen                                             |                       |                                  | Sint-Gillis-Waas  | Kerkstraat 48          | 51° 13′ 01″ nord, 4° 07′ 42″ est | 14773               | Téléverser                                    |
| (nl) Huizen                                             |                       |                                  | Sint-Gillis-Waas  | Kerkstraat 50          | 51° 13′ 01″ nord, 4° 07′ 42″ est | 14773               | Téléverser                                    |
| (nl) Huizen                                             |                       |                                  | Sint-Gillis-Waas  | Kerkstraat 52          | 51° 13′ 01″ nord, 4° 07′ 42″ est | 14773               | Téléverser                                    |
| (nl) Gemeentehuis, nu politiecommissariaat              |                       |                                  | Sint-Gillis-Waas  | Kerkstraat 65          | 51° 13′ 04″ nord, 4° 07′ 41″ est | 14776               | Téléverser                                    |
| (nl) Parochiekerk Sint-Egidius                          | Oui                   |                                  | Sint-Gillis-Waas  | Kerkstraat Z.nr        | 51° 13′ 06″ nord, 4° 07′ 41″ est | 14777               | (nl) Parochiekerk Sint-Egidius                |
| (nl) Gemeentepomp van 1739                              |                       |                                  | Sint-Gillis-Waas  | Kerkstraat             | 51° 13′ 03″ nord, 4° 07′ 40″ est | 14778               | Téléverser                                    |
| (nl) Burgerhuis                                         |                       |                                  | Sint-Gillis-Waas  | Kerkstraat 66          | 51° 13′ 03″ nord, 4° 07′ 39″ est | 14779               | Téléverser                                    |
| (nl) Enkelhuis                                          |                       |                                  | Sint-Gillis-Waas  | Kerkstraat 68          | 51° 13′ 03″ nord, 4° 07′ 38″ est | 14780               | Téléverser                                    |
| (nl) Herenhuis                                          |                       |                                  | Sint-Gillis-Waas  | Kerkstraat 79          | 51° 13′ 08″ nord, 4° 07′ 36″ est | 14781               | Téléverser                                    |
| (nl) Arbeidershuisje                                    |                       |                                  | Sint-Gillis-Waas  | Kerkstraat 81          | 51° 13′ 07″ nord, 4° 07′ 35″ est | 14782               | Téléverser                                    |
| (nl) Burgerhuis                                         |                       |                                  | Sint-Gillis-Waas  | Kerkstraat 74          | 51° 13′ 03″ nord, 4° 07′ 36″ est | 14783               | Téléverser                                    |
| (nl) Herenhuis                                          |                       |                                  | Sint-Gillis-Waas  | Kerkstraat 76          | 51° 13′ 04″ nord, 4° 07′ 35″ est | 14784               | Téléverser                                    |
| (nl) Dubbelhuis                                         |                       |                                  | Sint-Gillis-Waas  | Kerkstraat 78          | 51° 13′ 04″ nord, 4° 07′ 35″ est | 14785               | Téléverser                                    |
| (nl) Herenhuis                                          |                       |                                  | Sint-Gillis-Waas  | Kerkstraat 97          | 51° 13′ 09″ nord, 4° 07′ 34″ est | 14786               | Téléverser                                    |
| (nl) Herenhuis                                          |                       |                                  | Sint-Gillis-Waas  | Kerkstraat 99          | 51° 13′ 09″ nord, 4° 07′ 34″ est | 14786               | Téléverser                                    |
| (nl) Enkelhuis                                          |                       |                                  | Sint-Gillis-Waas  | Kerkstraat 88          | 51° 13′ 05″ nord, 4° 07′ 34″ est | 14787               | Téléverser                                    |
| (nl) Gemeenteschool                                     |                       |                                  | Sint-Gillis-Waas  | Kerkstraat 101         | 51° 13′ 12″ nord, 4° 07′ 34″ est | 14788               | Téléverser                                    |
| (nl) Herenhuis                                          |                       |                                  | Sint-Gillis-Waas  | Kerkstraat 90          | 51° 13′ 06″ nord, 4° 07′ 35″ est | 14789               | Téléverser                                    |
| (nl) Enkelhuizen                                        |                       |                                  | Sint-Gillis-Waas  | Kerkstraat 94          | 51° 13′ 06″ nord, 4° 07′ 33″ est | 14790               | Téléverser                                    |
| (nl) Enkelhuizen                                        |                       |                                  | Sint-Gillis-Waas  | Kerkstraat 96          | 51° 13′ 06″ nord, 4° 07′ 33″ est | 14790               | Téléverser                                    |
| (nl) Dubbelhuis                                         |                       |                                  | Sint-Gillis-Waas  | Kerkstraat 115         | 51° 13′ 11″ nord, 4° 07′ 30″ est | 14791               | Téléverser                                    |
| (nl) Onze-Lieve-Vrouwe-Intstituut                       |                       |                                  | Sint-Gillis-Waas  | Kerkstraat 123         | 51° 13′ 13″ nord, 4° 07′ 30″ est | 14792               | Téléverser                                    |
| (nl) Rijhuis                                            |                       |                                  | Sint-Gillis-Waas  | Kronenhoekstraat 1     | 51° 13′ 13″ nord, 4° 07′ 27″ est | 14795               | Téléverser                                    |
| (nl) Herenhuis                                          |                       |                                  | Sint-Gillis-Waas  | Kronenhoekstraat 6     | 51° 13′ 13″ nord, 4° 07′ 25″ est | 14796               | (nl) Herenhuis                                |
| (nl) Herenhuis 1804                                     |                       |                                  | Sint-Gillis-Waas  | Kronenhoekstraat 12    | 51° 13′ 13″ nord, 4° 07′ 23″ est | 14797               | (nl) Herenhuis 1804                           |
| (nl) Rijhuis                                            |                       |                                  | Sint-Gillis-Waas  | Kronenhoekstraat 14    | 51° 13′ 14″ nord, 4° 07′ 24″ est | 14798               | Téléverser                                    |
| (nl) Rijhuis 1887, houten winkelpui                     |                       |                                  | Sint-Gillis-Waas  | Kronenhoekstraat 17    | 51° 13′ 15″ nord, 4° 07′ 27″ est | 14800               | Téléverser                                    |
| (nl) Dubbelhuis neo-Vlaamse renaissance                 |                       |                                  | Sint-Gillis-Waas  | Kronenhoekstraat 26    | 51° 13′ 16″ nord, 4° 07′ 24″ est | 14801               | Téléverser                                    |
| (nl) Pastorie                                           |                       |                                  | Sint-Gillis-Waas  | Lage Kerkwegel 2       | 51° 13′ 07″ nord, 4° 07′ 43″ est | 14805               | (nl) Pastorie                                 |
| (nl) Open hoeve                                         |                       |                                  | Sint-Gillis-Waas  | Loeverstraat 14        | 51° 12′ 55″ nord, 4° 06′ 10″ est | 14806               | Téléverser                                    |
| (nl) Open hoeve                                         |                       |                                  | Sint-Gillis-Waas  | Loeverstraat 18        | 51° 12′ 56″ nord, 4° 06′ 06″ est | 14807               | Téléverser                                    |
| (nl) Diephuis 1666                                      |                       |                                  | Sint-Gillis-Waas  | Nieuwkerkenstraat 11   | 51° 12′ 14″ nord, 4° 09′ 02″ est | 14809               | Téléverser                                    |
| (nl) Diephuis 1666                                      |                       |                                  | Sint-Gillis-Waas  | Nieuwkerkenstraat 9    | 51° 12′ 14″ nord, 4° 09′ 02″ est | 14809               | Téléverser                                    |
| (nl) Woonhuis                                           |                       |                                  | Sint-Gillis-Waas  | Samelstraat 53         | 51° 13′ 05″ nord, 4° 08′ 02″ est | 14812               | Téléverser                                    |
| (nl) Maalderij Van Goethem                              |                       |                                  | Sint-Gillis-Waas  | Samelstraat 61         | 51° 13′ 09″ nord, 4° 08′ 07″ est | 14813               | Téléverser                                    |
| (nl) Hoevetje                                           |                       |                                  | Sint-Gillis-Waas  | Schuilhoekstraat 3     | 51° 12′ 20″ nord, 4° 09′ 20″ est | 14814               | Téléverser                                    |
| (nl) Dubbelhuis                                         |                       |                                  | Sint-Gillis-Waas  | Sint-Niklaasstraat 117 | 51° 12′ 27″ nord, 4° 08′ 33″ est | 14816               | Téléverser                                    |
| (nl) Maalderij Baetens                                  |                       |                                  | Sint-Gillis-Waas  | Sint-Niklaasstraat 135 | 51° 12′ 20″ nord, 4° 08′ 45″ est | 14818               | Téléverser                                    |
| (nl) Open hoeve                                         |                       |                                  | Sint-Gillis-Waas  | Sint-Niklaasstraat 197 | 51° 12′ 03″ nord, 4° 08′ 51″ est | 14820               | Téléverser                                    |
| (nl) Schoolgebouw                                       |                       |                                  | Sint-Gillis-Waas  | Sint-Niklaasstraat 136 | 51° 12′ 25″ nord, 4° 08′ 41″ est | 14821               | Téléverser                                    |
| (nl) Dubbelhuis                                         |                       |                                  | Sint-Gillis-Waas  | Stationstraat 92       | 51° 13′ 06″ nord, 4° 07′ 09″ est | 14822               | Téléverser                                    |
| (nl) Dubbelhuis                                         |                       |                                  | Sint-Gillis-Waas  | Stationstraat 94       | 51° 13′ 06″ nord, 4° 07′ 09″ est | 14822               | Téléverser                                    |
| (nl) Twee woningen                                      |                       |                                  | Sint-Gillis-Waas  | Stationstraat 128      | 51° 13′ 06″ nord, 4° 07′ 02″ est | 14823               | Téléverser                                    |
| (nl) Twee woningen                                      |                       |                                  | Sint-Gillis-Waas  | Stationstraat 130      | 51° 13′ 06″ nord, 4° 07′ 02″ est | 14823               | Téléverser                                    |
| (nl) Enkelhuis                                          |                       |                                  | Sint-Gillis-Waas  | Stationstraat 144      | 51° 13′ 04″ nord, 4° 06′ 57″ est | 14825               | Téléverser                                    |
| (nl) Burgerhuis                                         |                       |                                  | Sint-Gillis-Waas  | Stationstraat 156      | 51° 13′ 05″ nord, 4° 06′ 54″ est | 14826               | Téléverser                                    |
| (nl) Villa Bloemenlust                                  |                       |                                  | Sint-Gillis-Waas  | Stationstraat 157      | 51° 13′ 07″ nord, 4° 06′ 57″ est | 14827               | Téléverser                                    |
| (nl) Klompenmakerij                                     |                       |                                  | Sint-Gillis-Waas  | Tybaartstraat          | 51° 13′ 03″ nord, 4° 06′ 47″ est | 14830               | Téléverser                                    |
| (nl) Kapel Onze-Lieve-Vrouw van VII Weeën               |                       |                                  | De Klinge         | Kapelstraat 60         | 51° 15′ 15″ nord, 4° 05′ 26″ est | 14833               | Téléverser                                    |
| (nl) Open hoeve                                         |                       |                                  | De Klinge         | Kieldrechtstraat 41    | 51° 15′ 18″ nord, 4° 05′ 32″ est | 14835               | Téléverser                                    |
| (nl) Voormalig gemeentehuis, dubbelhuis                 |                       |                                  | De Klinge         | Klingedorp 3           | 51° 15′ 23″ nord, 4° 05′ 26″ est | 14836               | Téléverser                                    |
| (nl) Parochiekerk Onze-Lieve-Vrouw-Hemelvaart           | Oui                   |                                  | De Klinge         | Klingedorp 2           | 51° 15′ 23″ nord, 4° 05′ 23″ est | 14837               | (nl) Parochiekerk Onze-Lieve-Vrouw-Hemelvaart |
| (nl) Bronzen borstbeeld                                 |                       |                                  | De Klinge         | Klingedorp             | 51° 15′ 22″ nord, 4° 05′ 25″ est | 14838               | Téléverser                                    |
| (nl) Hoekhuis                                           |                       |                                  | De Klinge         | Sint-Gillisstraat 1    | 51° 15′ 22″ nord, 4° 05′ 23″ est | 14841               | Téléverser                                    |
| (nl) Pastorie                                           |                       |                                  | De Klinge         | Sint-Gillisstraat 12   | 51° 15′ 21″ nord, 4° 05′ 24″ est | 14842               | Téléverser                                    |
| (nl) Enkelhuis                                          |                       |                                  | De Klinge         | Sint-Gillisstraat 11   | 51° 15′ 21″ nord, 4° 05′ 21″ est | 14843               | Téléverser                                    |
| (nl) Sint-Jozefklooster                                 |                       |                                  | De Klinge         | Sint-Gillisstraat 20   | 51° 15′ 18″ nord, 4° 05′ 24″ est | 14844               | Téléverser                                    |
| (nl) Burgerhuis                                         |                       |                                  | De Klinge         | Sint-Gillisstraat 25   | 51° 15′ 19″ nord, 4° 05′ 20″ est | 14846               | Téléverser                                    |
| (nl) Hoekhuis                                           |                       |                                  | De Klinge         | Sint-Gillisstraat 51   | 51° 15′ 16″ nord, 4° 05′ 20″ est | 14848               | Téléverser                                    |
| (nl) Herenhuis                                          |                       |                                  | De Klinge         | Sint-Gillisstraat 53   | 51° 15′ 17″ nord, 4° 05′ 17″ est | 14849               | Téléverser                                    |
| (nl) Open hoeve                                         |                       |                                  | De Klinge         | Spaanskwartier 37      | 51° 15′ 50″ nord, 4° 06′ 58″ est | 14850               | Téléverser                                    |
| (nl) Boerenhuis                                         |                       |                                  | De Klinge         | Spaanskwartier 43      | 51° 15′ 55″ nord, 4° 07′ 07″ est | 14851               | Téléverser                                    |
| (nl) Boerenburgerhuis                                   |                       |                                  | Meerdonk          | Kouterstraat 18        | 51° 17′ 31″ nord, 4° 09′ 53″ est | 14856               | Téléverser                                    |
| (nl) Boerderij met woonhuis en dwarsschuur, 1861        |                       |                                  | Meerdonk          | Margrietstraat 38      | 51° 15′ 30″ nord, 4° 09′ 00″ est | 14858               | Téléverser                                    |
| (nl) Kapel Heilige Cornelius 1897                       |                       |                                  | Meerdonk          | Meerdonkdorp           | 51° 15′ 35″ nord, 4° 08′ 42″ est | 14859               | Téléverser                                    |
| (nl) Woningen XX                                        |                       |                                  | Meerdonk          | Meerdonkdorp 25        | 51° 15′ 36″ nord, 4° 08′ 51″ est | 14861               | Téléverser                                    |
| (nl) Parochiekerk Sint-Cornelius                        | Oui                   |                                  | Meerdonk          | Plezantstraat          | 51° 15′ 37″ nord, 4° 08′ 48″ est | 14863               | (nl) Parochiekerk Sint-Cornelius              |
| (nl) Hoekhuis Wwe 1832 GEERTS                           |                       |                                  | Meerdonk          | Plezantstraat 2        | 51° 15′ 36″ nord, 4° 08′ 47″ est | 14864               | Téléverser                                    |
| (nl) Dubbelhuis                                         |                       |                                  | Meerdonk          | Plezantstraat 4        | 51° 15′ 37″ nord, 4° 08′ 46″ est | 14865               | Téléverser                                    |
| (nl) Dubbelhuis                                         | Oui                   |                                  | Sint-Pauwels      | Beekstraat 8           | 51° 11′ 38″ nord, 4° 05′ 54″ est | 14868               | Téléverser                                    |
| (nl) Roomanmolen,stellingmolen                          | Oui                   |                                  | Sint-Pauwels      | Beekstraat 10          | 51° 11′ 39″ nord, 4° 05′ 56″ est | 14869               | (nl) Roomanmolen,stellingmolen                |
| (nl) Steegbeluik met acht huisjes                       |                       |                                  | Sint-Pauwels      | Beekstraat 32          | 51° 11′ 40″ nord, 4° 05′ 59″ est | 14870               | Téléverser                                    |
| (nl) Brouwerij de Waepenaert ca. 1884                   | Oui                   |                                  | Sint-Pauwels      | Klapdorp 8             | 51° 11′ 34″ nord, 4° 05′ 41″ est | 14871               | Téléverser                                    |
| (nl) Arbeiderswoningen                                  | Oui                   |                                  | Sint-Pauwels      | Klapdorp 27            | 51° 11′ 33″ nord, 4° 05′ 36″ est | 14872               | Téléverser                                    |
| (nl) Gemeentepomp                                       | Oui                   |                                  | Sint-Pauwels      | Dries                  | 51° 11′ 36″ nord, 4° 05′ 51″ est | 14873               | (nl) Gemeentepomp                             |
| (nl) Herenhuis                                          | Oui                   |                                  | Sint-Pauwels      | Dries 4                | 51° 11′ 35″ nord, 4° 05′ 51″ est | 14876               | Téléverser                                    |
| (nl) Schoolgebouw 1890                                  | Oui                   |                                  | Sint-Pauwels      | Dries 19               | 51° 11′ 38″ nord, 4° 05′ 48″ est | 14877               | (nl) Schoolgebouw 1890                        |
| (nl) Herenhuis                                          | Oui                   |                                  | Sint-Pauwels      | Dries 14               | 51° 11′ 34″ nord, 4° 05′ 49″ est | 14878               | Téléverser                                    |
| (nl) Herenhuis                                          | Oui                   |                                  | Sint-Pauwels      | Dries 16               | 51° 11′ 34″ nord, 4° 05′ 49″ est | 14878               | Téléverser                                    |
| (nl) Gemeentehuis 1890                                  | Oui                   |                                  | Sint-Pauwels      | Dries 21               | 51° 11′ 38″ nord, 4° 05′ 47″ est | 14879               | (nl) Gemeentehuis 1890                        |
| (nl) Dubbelhuis 1804                                    | Oui                   |                                  | Sint-Pauwels      | Dries 20               | 51° 11′ 35″ nord, 4° 05′ 47″ est | 14880               | Téléverser                                    |
| (nl) Parochiekerk Sint-Paulus                           | Oui                   |                                  | Sint-Pauwels      | Dries 23               | 51° 11′ 39″ nord, 4° 05′ 48″ est | 14881               | (nl) Parochiekerk Sint-Paulus                 |
| (nl) Hof ter Grouwesteen, hoeve                         | Oui                   |                                  | Sint-Pauwels      | Feuselsdreef 3         | 51° 12′ 09″ nord, 4° 06′ 04″ est | 14882               | Téléverser                                    |
| (nl) Hoeve                                              |                       |                                  | Sint-Pauwels      | Gentstraat 38          | 51° 11′ 22″ nord, 4° 06′ 01″ est | 14886               | Téléverser                                    |
| (nl) Hof ter Vierschaar dubbelhuistype                  | Oui                   |                                  | Sint-Pauwels      | Gentstraat 33          | 51° 11′ 28″ nord, 4° 05′ 52″ est | 14887               | Téléverser                                    |
| (nl) Hoeve                                              |                       |                                  | Sint-Pauwels      | Gentstraat 53          | 51° 11′ 23″ nord, 4° 05′ 58″ est | 14888               | Téléverser                                    |
| (nl) Hof te Voorde, herenhuis                           |                       |                                  | Sint-Pauwels      | Groenstraat 2          | 51° 11′ 08″ nord, 4° 05′ 19″ est | 14889               | Téléverser                                    |
| (nl) Open hoeve                                         | Oui                   |                                  | Sint-Pauwels      | Grouwesteenstraat 56   | 51° 12′ 03″ nord, 4° 05′ 55″ est | 14891               | Téléverser                                    |
| (nl) Twistkapelletjes                                   | Oui                   |                                  | Sint-Pauwels      | Grouwesteenstraat      | 51° 12′ 21″ nord, 4° 05′ 32″ est | 14892               | (nl) Twistkapelletjes                         |
| (nl) Hoeve met woonhuis en dwarsschuur                  |                       |                                  | Sint-Pauwels      | Lijkveldestraat 88     | 51° 11′ 06″ nord, 4° 04′ 37″ est | 14895               | Téléverser                                    |
| (nl) Heilig Hartkapel 1927                              |                       |                                  | Sint-Pauwels      | Lijkveldestraat Z.nr   | 51° 11′ 09″ nord, 4° 04′ 22″ est | 14896               | Téléverser                                    |
| (nl) Pastorie XIX dubbelhuis                            | Oui                   |                                  | Sint-Pauwels      | Pastorijstraat 5       | 51° 11′ 43″ nord, 4° 05′ 46″ est | 14899               | Téléverser                                    |
| (nl) Sint-Jozefkapel                                    | Oui                   |                                  | Sint-Pauwels      | Pastorijstraat         | 51° 11′ 43″ nord, 4° 05′ 49″ est | 14900               | Téléverser                                    |
| (nl) Dubbelhuis                                         | Oui                   |                                  | Sint-Pauwels      | Potterstraat 2         | 51° 11′ 36″ nord, 4° 05′ 54″ est | 14902               | Téléverser                                    |
| (nl) Rijhuis                                            | Oui                   |                                  | Sint-Pauwels      | Potterstraat 4         | 51° 11′ 36″ nord, 4° 05′ 55″ est | 14903               | Téléverser                                    |
| (nl) Boerenburgerhuis dubbelhuis                        | Oui                   |                                  | Sint-Pauwels      | Potterstraat 10        | 51° 11′ 35″ nord, 4° 05′ 57″ est | 14904               | Téléverser                                    |
| (nl) Dubbelhuis 1907                                    | Oui                   |                                  | Sint-Pauwels      | Potterstraat 21        | 51° 11′ 33″ nord, 4° 05′ 56″ est | 14905               | Téléverser                                    |
| (nl) Burgerhuis                                         | Oui                   |                                  | Sint-Pauwels      | Potterstraat 16        | 51° 11′ 34″ nord, 4° 05′ 58″ est | 14906               | Téléverser                                    |
| (nl) Arbeidershuizen                                    | Oui                   |                                  | Sint-Pauwels      | Potterstraat 22        | 51° 11′ 34″ nord, 4° 05′ 58″ est | 14907               | Téléverser                                    |
| (nl) Arbeidershuizen                                    | Oui                   |                                  | Sint-Pauwels      | Potterstraat 24        | 51° 11′ 34″ nord, 4° 05′ 58″ est | 14907               | Téléverser                                    |
| (nl) Arbeidershuizen                                    | Oui                   |                                  | Sint-Pauwels      | Potterstraat 26        | 51° 11′ 34″ nord, 4° 05′ 58″ est | 14907               | Téléverser                                    |
| (nl) Herenhuis                                          |                       |                                  | Sint-Pauwels      | Potterstraat 49        | 51° 11′ 31″ nord, 4° 06′ 02″ est | 14908               | Téléverser                                    |
| (nl) Boerenburgerhuis                                   |                       |                                  | Sint-Pauwels      | Potterstraat 97        | 51° 11′ 22″ nord, 4° 06′ 17″ est | 14909               | Téléverser                                    |
| (nl) Boerenhuis woningen                                | Oui                   |                                  | Sint-Pauwels      | Potterstraat 101       | 51° 11′ 21″ nord, 4° 06′ 19″ est | 14910               | Téléverser                                    |
| (nl) Boerderij                                          |                       |                                  | Sint-Pauwels      | Wijnstraat 17          | 51° 11′ 44″ nord, 4° 06′ 49″ est | 14911               | Téléverser                                    |
| (nl) Hoekhuis                                           | Oui                   |                                  | Sint-Pauwels      | Zandstraat 2           | 51° 11′ 38″ nord, 4° 05′ 43″ est | 14913               | Téléverser                                    |
| (nl) Kapel Heilige Antonius 1864                        |                       |                                  | Sint-Pauwels      | Zandstraat Z.nr        | 51° 11′ 45″ nord, 4° 05′ 26″ est | 14917               | (nl) Kapel Heilige Antonius 1864              |
| (nl) Boerenhuis, A.S.M.K. 1860 en dwarsschuur 1934      |                       |                                  | Sint-Gillis-Waas  | Okkevoordestraat 49    | 51° 13′ 27″ nord, 4° 08′ 48″ est | 17496               | Téléverser "                                  |
| (nl) Kasteeltje en tuinpaviljoen; jaartal 1848          |                       |                                  | Sint-Gillis-Waas  | Vosstraat 8            | 51° 13′ 38″ nord, 4° 09′ 13″ est | 17518               | Téléverser"                                   |
| (nl) Herenhoeve XIX: woonhuis diephuis, dwarsschuur, du |                       |                                  | Sint-Gillis-Waas  | Vosstraat 6            | 51° 13′ 40″ nord, 4° 09′ 08″ est | 17519               | Téléverser                                    |
| (nl) Open hoeve met woonhuis en schuur                  |                       |                                  | Sint-Pauwels      | Shondstraat 28         | 51° 12′ 02″ nord, 4° 06′ 46″ est | 83799               | Téléverser                                    |